# Грейтер-Кэрролвуд (Флорида)
Грейтер-Кэрролвуд (англ. Greater Carrollwood) — статистически обособленная местность, расположенная в округе Хилсборо (штат Флорида, США) с населением в 33 519 человек по статистическим данным переписи 2000 года.

## География
По данным Бюро переписи населения США статистически обособленная местность Грейтер-Кэрролвуд имеет общую площадь в 26,68 квадратных километров, из которых 24,86 кв. километров занимает земля и 1,81 кв. километров — вода. Площадь водных ресурсов округа составляет 6,78 % от всей его площади.

## Демография
По данным переписи населения 2000 года в Грейтер-Кэрролвуд проживало 33 519 человек, 8859 семей, насчитывалось 14 236 домашних хозяйств и 15 137 жилых домов. Средняя плотность населения составляла около 1256,33 человек на один квадратный километр. Расовый состав населённого пункта распределился следующим образом: 67,3 % белых, 7,7 % — чёрных или афроамериканцев, 0,1 % — коренных американцев, 3,4 % — азиатов, 0,05 % — выходцев с тихоокеанских островов, 1,4 % — представителей смешанных рас, 2,2 % — других народностей. Испаноговорящие составили  от всех жителей статистически обособленной местности.
Из 14236 домашних хозяйств в 27,4 % воспитывали детей в возрасте до 18 лет, 45,4 % представляли собой совместно проживающие супружеские пары, в 12,8 % семей женщины проживали без мужей, 37,8 % не имели семей. 32,8 % от общего числа семей на момент переписи жили самостоятельно, при этом 9,8 % составили одинокие пожилые люди в возрасте 65 лет и старше. Средний размер домашнего хозяйства составил 2,27 человек, а средний размер семьи — 2,89 человек.
Население статистически обособленной местности по возрастному диапазону по данным переписи 2000 года распределилось следующим образом: 20,8 % — жители младше 18 лет, 7,3 % — между 18 и 24 годами, 26,6 % — от 25 до 44 лет, 29,5 % — от 45 до 64 лет и 15,5 % — в возрасте 65 лет и старше. Средний возраст жителей составил 42 года. На каждые 100 женщин в Грейтер-Кэрролвуд приходилось 91,2 мужчин, при этом на каждые сто женщин 18 лет и старше приходилось 86,9 мужчин также старше 18 лет.
Средний доход на одно домашнее хозяйство статистически обособленной местности составил 50 833 доллара США, а средний доход на одну семью — 61 223 доллара. При этом мужчины имели средний доход в 39 529 долларов США в год против 31 200 долларов среднегодового дохода у женщин. Доход на душу населения статистически обособленной местности составил 50 833 доллара в год. 6,0 % от всего числа семей в населённом пункте и 6,4 % от всей численности населения находилось на момент переписи населения за чертой бедности, при этом 4,7 % из них были моложе 18 лет и 3,3 % — в возрасте 65 лет и старше.